# Giuliano Giampiccoli
Giuliano Giampiccoli, né en 1698 à Belluno et mort le 10 décembre 1759 dans la même ville, est un graveur italien du XVIIIe siècle.

## Biographie
Giuliano Giampiccoli est le neveu du peintre Marco Ricci (1676 – 1730).
Vers 1735, il s'installe à Venise, où il travaille pour l'éditeur Joseph Wagner, et en 1740 il prend en charge le département de gravure sur cuivre de l'imprimeur Remondini à Bassano. Il a utilisé les techniques de la gravure.
Son œuvre la plus importante a été la série d'après Ricci de paysage (36 paysages avec deux frontispices) publiée vers 1740 et rééditée avec des ajouts en 1775 par Teodoro Viero (48 paysages et 4 frontispices). 42 de ces estampes ont été gravées en collaboration avec Giambattista Tiepolo.
Le British Museum possède une importante collection des œuvres de Giuliano Giampiccoli, notamment la série complète des 36 paysages d'après Marco Ricci. En France, le musée Frédéric Blandin de Nevers possède deux gravures de Giuliano Giampiccoli d'après Ricci : un paysage et une scène champêtre.